# Tinh Nhuệ
Tinh Nhuệ là một xã thuộc huyện Thanh Sơn, tỉnh Phú Thọ, Việt Nam.
Xã Tinh Nhuệ có diện tích 13,31 km², dân số năm 1999 là 2500 người, mật độ dân số đạt 188 người/km².